# Flughafen Montpellier

i7
i11
i13

Plan Montpellier

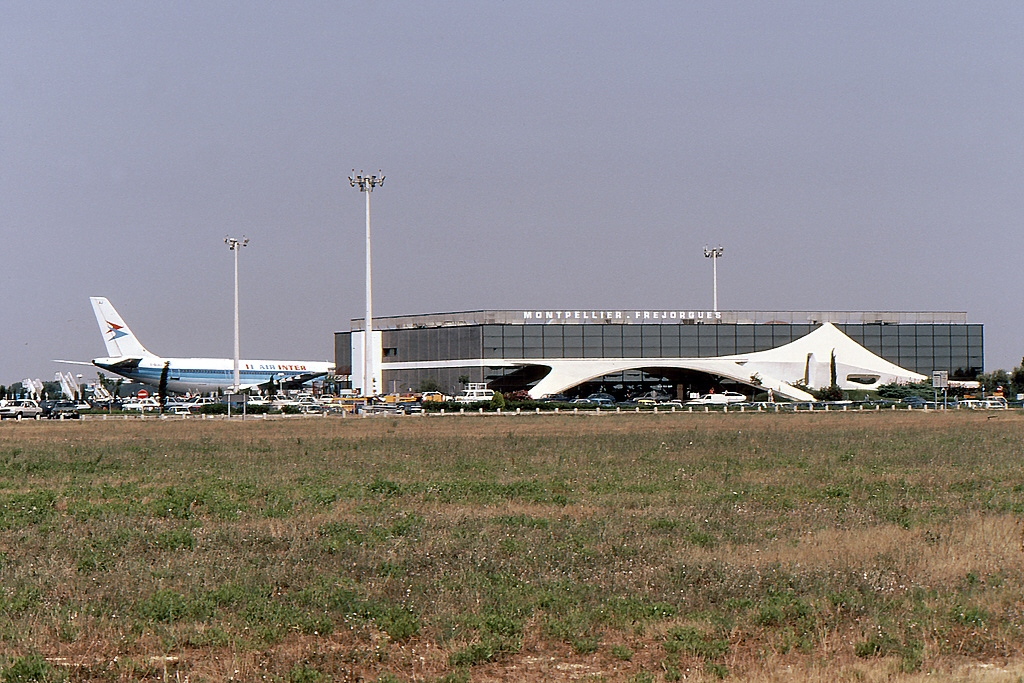
Airbus A300 der Air Inter am Abfertigungsgebäude (1982)

Der Flughafen Montpellier (frz. Aéroport International de Montpellier Méditerranée, IATA-Code: MPL, ICAO-Code: LFMT) ist der Flughafen der südfranzösischen Stadt Montpellier. Er ist der nach Passagierzahlen elftgrößte Flughafen Frankreichs mit 1,79 Millionen Passagieren im Jahr 2024 und liegt rund zwölf Kilometer südöstlich der Stadt.

## Geschichte
Das erste Flugzeug landete 1938 auf dem Flugplatz Fréjorgues. Während des Krieges wurde der Flugplatz durch die deutsche Luftwaffe genutzt.
Nach der Besetzung Vichy-Frankreichs durch die deutsche Wehrmacht wurde der Flugplatz im November 1942 Basis von Ju 88A-Bombern. Bis Ende März 1943 war Montpellier zunächst Stützpunkt der IV. Gruppe des Kampfgeschwaders 77 (IV./KG 77). In Folge lag hier bis Juli 1944 die III. Gruppe des Kampfgeschwaders 26 (III./KG 26) und zwischen Juni und August 1944 der Stab dieses Geschwaders (S./KG 26).
Das erste zivile Terminal des damaligen Aéroport de Fréjorgues wurde 1946 eröffnet und im Jahr 1990 wurden erstmals mehr als 1 Million Fluggäste gezählt. Vier Jahre später wurde der Flughafen Fréjorgues in Aéroport Montpellier-Méditerranée umbenannt und nach vier weiteren Jahren wurden 1,5 Millionen Passagiere pro Jahr abgefertigt. Nach einer Phase eines Passagierrückgangs nach dem 11. September 2001 und finanzieller Probleme der damals Montpellier bedienenden Fluggesellschaften erlebte der Flughafen im zweiten Jahrzehnt des 21. Jahrhunderts erneut einen Aufschwung und stand 2012 auch erstmals im Flugplan der Deutschen Lufthansa.
Auf dem Flugplatz befindet sich ein Campus der École nationale de l’aviation civile (französische Universität für Zivilluftfahrt).

## Fluggesellschaften und Ziele
Der Flughafen Montpellier wird Stand 2025 von den Fluggesellschaften Air Algerie, Air Arabia, Air France, British Airways, Discover Airlines, EasyJet, KLM, Luxair, Norwegian, Royal Air Maroc, Scandinavian Airlines, Swiss, Transavia sowie Volotea angeflogen.
Es werden Ziele in Frankreich, England, Deutschland, Italien, Griechenland, Niederlande, Dänemark, Schweiz, Luxemburg, Portugal, Spanien, Türkei, Algerien, Marokko und Tunesien bedient.

## Verkehrsanbindung
Der Flughafen Montpellier liegt an der Autobahn A 709 und ist über die Anschlussstelle 29 Montpellier-Est zu erreichen.
Ein Shuttlebus (Linie 120) pendelt zwischen dem Flughafen, dem Bahnhof Montpellier-Sud-de-France (nur TGV) und der Place de l’Europe (Europaplatz) am Rand der Innenstadt, wo Anschluss an die Linien 1 und 4 der Straßenbahn Montpellier vom/zum Stadtzentrum besteht. Die Station Ecopôle der Straßenbahnlinie 3 ist ca. 1 km vom Flughafen entfernt.

## Zwischenfälle
- Am 24. April 1993 wurde ein Airbus A300B2-1C der französischen Air Inter (Luftfahrzeugkennzeichen F-BUAE) beim Zurückschieben auf dem Flughafen Montpellier gegen einen Lichtmast gefahren. Dabei wurde er irreparabel beschädigt. Alle 324 Insassen, Besatzungsmitglieder und Passagiere, überlebten den Totalschaden.[5]

- Am 24. September 2022 schoss eine Boeing 737-400 der spanischen Swiftair (EC-NLS), betrieben für West Atlantic Sweden, während der Landung auf dem Flughafen Montpellier über das Landebahnende hinaus und rutschte mit dem Bugfahrwerk und dem Rumpfbug in einen angrenzenden See. Alle drei Insassen überlebten. Am 4. Oktober 2022 wurde mitgeteilt, dass die Maschine abgeschrieben werden solle.[6]